# メヘル・ヴィジュ
メヘル・ヴィジュ（Meher Vij、1986年9月22日 - ）は、インドの女優。

## キャリア
代表作に『バジュランギおじさんと、小さな迷子』『シークレット・スーパースター』があり、フィルムフェア賞 助演女優賞を受賞している。また『Kis Desh Mein Hai Meraa Dil』『Ram Milaayi Jodi』などのテレビシリーズにも出演している。

## 家族
兄弟が2人おり（ピユーシュ・サーデーヴとギリーシュ・サーデーヴ）、共に俳優として活動している。2009年にマナーヴ・ヴィジュと結婚した。

## フィルモグラフィ

### 映画
- Saaya（2003年）
- Lucky: No Time for Love（2005年） - パドマ
- The Pied Piper（2013年） - シャンティ
- Dil Vil Pyaar Vyaar（2014年） - シムラン
- バジュランギおじさんと、小さな迷子（2015年） - シャヒーダーの母
- Ardaas（2016年） - バーニー
- Tum Bin II（2016年） - マンプリート
- シークレット・スーパースター（2017年）

### テレビシリーズ
- Stree Teri Kahani（2006年）
- Kis Desh Mein Hai Meraa Dil（2009年）
- Ram Milaayi Jodi（2010年）
- Yeh Hai Aashiqui（2013年）